# Campomanesia eugenioides
Também conhecida como guabiroba de cachorro é uma espécie de Campomanesia, nativa do brasil e de ampla distribuição pelo país.

## Sinônimos
Lista de sinônimos segundo o Reflora:
- Basiônimo Psidium eugenioides Cambess.
- Heterotípico Abbevillea chrysophylla O.Berg
- Heterotípico Campomanesia chrysophylla (O.Berg) Nied.
- Heterotípico Campomanesia dardano-limai Mattos & D.Legrand
- Heterotípico Campomanesia montana D.Legrand
- Heterotípico Campomanesia repanda O.Berg
- Heterotípico Myrcianthes campomanesioides Mattos & D.Legrand
- Heterotípico Psidium chrysophyllum (O.Berg) F.Muell.
- Heterotípico Psidium desertorum Mart. ex DC.
- Homotípico Abbevillea eugenioides (Cambess.) O.Berg

## Morfologia e Distribuição
Arbusto ou arvore nativa da Caatinga, Cerrado, Floresta Pluvial e da Restinga. Nos estados do Tocantins, Alagoas, Bahia, Paraíba, Pernambuco, Distrito Federal, Goiás,, Mato Grosso, Espírito Santo, Minas Gerais, Rio de Janeiro, São Paulo, Paraná e Santa Catarina. São arvoretas de 2 a 4 m de altura, com tronco de casca acinzentada, descamando em placas finas. As folhas são simples, opostas, obovadas (forma de ovo), cartáceas (como cartolina) e com ápice acuminadas (com ponta longa e fina); medindo 2 a 4,5 cm de comprimento por 1,6 a 2,8 cm de largura. As flores são brancas e nascem em pedúnculos (haste ou suporte) unifloros nas axilas das folhas. Os frutos são bagas arredondadas e achatadas nos pólos com 1,3 a 2 cm de diâmetro.